# Peruvoside
Peruvoside (hoặc cannogenin thevetoside) là một glycoside tim  cho bệnh suy tim.
Nó có nguồn gốc từ Cascabela thevetia (Thevetia neriifolia).